# Azuaga
Azuaga è un comune spagnolo di 8 465 abitanti situato nella comunità autonoma dell'Estremadura.

## Amministrazione

### Gemellaggi
- Saint-Affrique, dal 1992